# Quercus championii
Quercus championii — вид рослин з родини Букові (Fagaceae); поширений на південному сході Азії.

## Опис
Дерево досягає 20 м заввишки, стовбур до 1.2 м в діаметрі; лише до 8 м при культивації. Кора темно-сіра, розтріскана на тонкі пластинки. Гілочки густо сіро-коричнево запушені. Листки 3.5–12 × 2–4.5 см, скупчені до верхівок гілочок, від овальних до довгасто-еліптичних, шкірясті, жорсткі; зверху яскраво-зелені, оголені; знизу блідо-коричневі, запушені зірчастими волосками; верхівка закруглена з коротким кінчиком; основа клиноподібна; краї цілі; ніжка листка завдовжки 0.8–1.5 см, густо блідо оранжево-коричнево запушена. Квіти з грудня по березень. Жіночі суцвіття до 4 см. Жолудь кулястий, сплюснутий, довжиною 1.5–2 см, діаметром 1.5 см, вкриті на 1/2–1/3 довжини в чашечку; чашечка 0.9 см завдовжки, 1.5 см шириною.

## Середовище проживання
Поширений на південному сході Азії (Китай, Тайвань).
Зростає в широколистяних вічнозелених лісах у горах. Висота проживання: 100–1700 м.

## Використання
Немає інформації. 